# معلومة منت الميداح
المعلومة منت الميداح (تشتهر أيضًا باسم معلومة) (من مواليد 1 أكتوبر 1960)، هي مغنية وكاتبة أغاني وسياسية موريتانية. ولدت في جنوب غرب موريتانيا لعائلة ضليعة بالموسيقى الموريتانية التقليدية، تعتبر من أهم فناني جيلها في البلد، كما سبق لها أن انتخبت كعضوة في مجلس الشيوخ الموريتاني.
غنت لأول مرة بعمر الثانية عشر، لتظهر لاحقًا منفردة في الحفلات الغنائية. انتقدت بشدة في أغنيتها الأولى «حبيبي حبيته» طريقة معاملة الأزواج لزوجاتهم. ورغم سرعة نجاح الأغنية، تسببت في غضب الطبقات الحاكمة. أُجبرت معلومة على الزواج مبكرًا أثناء فترة مراهقتها، وعليها تركت الغناء حتى عام 1986. امتازت معلومة بتطويرها لأسلوبها الخاص الذي جمع بين الموسيقى الشعبية وموسيقى البلوز والجاز والإليكترو. ومن خلال ظهورها على التلفزيون، تناولت موضوعات محلية مثيرة للجدل مثل الحياة الزوجية والفقر وعدم المساواة، ما جعلها تخضع للرقابة في موريتانيا في بداية التسعينات، لذا لجأت للغناء خارج بلادها بحلول نهاية ذلك العقد. وأخيرًا وبعد رفع الحظر عنها، استأنفت معلومة مسيرتها الغنائية وحصدت شعبية كبيرة وخاصة بين الأجيال الشابة. وبإطلاقها لألبومها الرابع «إكنو» (2014)، عبرت معلومة عن آرائها المتعلقة بحقوق الإنسان ومكانة المرأة في المجتمع من خلال كلمات أغانيها.
بجانب غنائها، حاربت معلومة للحفاظ على موسيقى بلدها، وحثّت الحكومة على إنشاء مدارس للموسيقى، كما أنشأت مؤسستها الخاصة لدعم التراث الموسيقي، وأقيم مهرجان موسيقي خاص بها عام 2014. نشطت معلومة سياسيًا منذ مطلع التسعينيات، حيث بدأت حينها حملات للمطالبة بمزيد من الديمقراطية. انتخبت لمجلس الشيوخ الموريتاني عام 2007، كأول سياسي في طائفتها، لكن تم القبض عليها لاحقًا بعد انقلاب 2008. وحين أجريت الانتخابات مرة أخرى عام 2009، ترشحت عن حزب «الشورى» المعارض، وأوليت مسؤوليات خاصة بالبيئة. أدى ذلك لتعيينها عام 2011 كسفيرة للاتحاد الدولي لحفظ الطبيعة للنوايا الحسنة عن وسط وغرب أفريقيا. وفي ديسمبر 2014، أعلنت تركها للمعارضة وانضمامها للحزب الحاكم (حزب الاتحاد من أجل الجمهورية)، وذلك بعد فترة توقف استمرت ثلاثة أعوام اعتزلت خلالها الظهور في أنشطة العمل السياسي الحزبي. وقدّرت فرنسا مجهوداتها وقلدتها وسام جوقة الشرف، بالإضافة لأمريكا التي أطلق سفيرها في موريتانيا على معلومة لقب سيدة موريتانيا الشجاعة.

## بداية حياتها
ولدت معلومة منت مختار ولد ميداح في المذرذرة في ولاية الترارزة في جنوب غرب موريتانيا، يوم 1 أكتوبر 1960، وهو العام الذي استقلت فيها بلادها عن فرنسا. وترعرعت في قرية «شرات» الصغيرة جنوب المذرذرة. ولدت معلومة لأسرة توارثت فن الغناء، فأبوها مختار ولد ميداح كان فنانًا وعازفًا مشهورًا، وجدها محمد يحيى ولد بوباني كان كاتبًا موهوبًا وعازف آلة تيدينت بارع، وأمها عائشة بنت البُبّان تنتمي لإحدى العائلات العريقة في مجال الموسيقى التقليدية. وعلمتها أمها حين كانت في السادسة فقط العزف على آلة «آردين»، وهي آلة وترية تقليدية تعزفها النساء.
التحقت معلومة بالمدرسة الابتدائية في المذرذرة عام 1965 وحصلت على شهادة تدريس المرحلة الابتدائية في روصو عام 1974، لكنها انقطعت عن مهنة التعليم بسبب العادات التي تفرض على بنات الأسر الفنية الانشغال بتعلم الموسيقى التقليدية وإتقان العزف على آلة «آردين».
تعلمت العزف على الآلات الوترية التقليدي الخاصة بالنساء، خاصة آلة «آردين»، وعلّمها أبوها الذي أتقن مزج الموسيقى التقليدية الموريتانية والذي كان من أوائل المؤسسين لنظام التناسق اللحني بين الكلمات المنشدة باللغة العربية الفصحى والمقامات المحلية والتي أداها كبار المنشدين والمطربين الموريتانيين. فأتقنت -وهي لا تزال صغيرة- العزف على الآلات الموسيقية التقليدية، وأحاطت «بمقامات الهول» (الغناء التقليدي) كواحدة من بنات الأسر الفنية المشهورة، وترعرعت على الموسيقى الغربية الكلاسيكية مثل أعمال فان بيتهوفن وشوبان وموتسارت وفيفالدي وفاغنر، بالإضافة للأغاني البربرية والمصرية واللبنانية والسنغالية. وصاحبت أبيها أحيانا في أغانيه التقليدية.
بدأت معلومة الغناء منذ طفولتها، وغنّت لأول مرة على المسرح وهي ابنة اثنتي عشرة عامًا فقط، ثم بدأت الظهور في الحفلات الفردية مصحوبة بعروض شعبية في عمر الخامسة عشر. وبجانب والدها، وجدت المعلومة إلهامها في كلًا من أم كلثوم وعبد الحليم حافظ وفيروز وديمي منت آبا وصباح. ثم ازداد اهتمامها بموسيقى البلوز مع نضجها، وهو اللون الذي كان مشابهًا للموسيقى التقليدية التي عرفتها. كتبت معلومة أغنيتها الأولى «حبيبي حبيته» في عمر السادسة عشر. وعارضت فيها عادات الرجال في موطنها بطردهم لزوجاتهم للزواج من أخريات يصغرنهن سنًا. انتشرت الأغنية واشتهرت معلومة على إثرها فورًا، لكنها لاقت رد فعلٍ عنيف، وصل لاعتداءات من المجتمع الإسلامي حينها. بعد كتابتها للأغنية بفترة قصيرة، انتقلت مع عائلتها للعاصمة نواكشوط لإنطلاق مسيرتها الفنية، لكن مع ضغوط العادات والتقاليد المجتمعية، أجبرت معلومة على الزواج، وعليه انقطعت عن الغناء حتى نهاية ثمانينيات القرن العشرين. اتهمت معلومة بعد ذلك بالإساءة لسمعة والدها. فبالإضافة للنقد الصارخ للعادات والتقاليد في أغانيها، طُلّقت معلومة مرتين؛ من زوجها الأول الذي أكرهت على الزواج منه، ومن زوجها الثاني ابن أحد العائلات النبيلة الذي لم يسمح لها بالغناء. رغم ذلك، علق والدها بعد سماع إحدى أغنياتها قائلًا: «لقد صَنَعتِ شيئًا جديدًا قد لمسني. يؤسفني أني لن أعيش طويلًا لأحميكي.»

## مسيرتها الموسيقية

### مقدمة
كان أول ظهور كبير لمعلومة عام 1986، حين كشفت عن أسلوب المزج الخاص بها والذي جمع بين الأصالة والمعاصرة، لقناعتها بأن النمط الموسيقي القديم يجب أن يتوافق مع ذوق الشعوب المعاصر من بإضفاء لونا من الحداثة عليه، مثل إضافة موسيقى البلوز والجاز والإلكترو. ناقشت أغانيها الأولى «حبيبي حبيته» و«أيام الزمان تجري» و«عوضه بالله» الحب والحياة الزوجية وعدم المساواة بين الرجال والنساء، وهو ما تعارض بشدة مع ما كان مقبولًا في وطنها آن ذاك. ومع ذلك، لاقت أغانيها شعبية وقبولًا واسعًا، خاصة من قبل الشّابّات. طوّرت معلومة نهجها بعناية، فجمعت بين الموضوعات التقليدية والهامة الثرية، مستعينةً بالآلات الموسيقية الشعبية الحديثة. اعتمدت معلومة عادة في مؤلفاتها على أساليب الشعراء العرب القدامى، مثل المتنبي وعنترة بن شداد الذين عرضوا في شعرهم النقد السياسي والتضحيات الشخصية ودعموا الضعفاء والمضطهدين. وبالتالي فقد مزجت بين المقامات العربية والأفريقية في ألحانها، واختارت من الكلمات المنظومة باللهجة «الحسانية» المحلية الأقرب إلى الفهم.

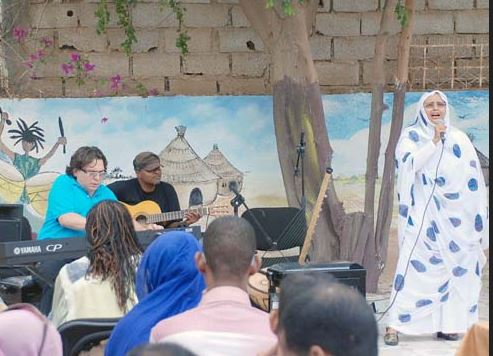
مايك ديل فيرو ومعلومة منت الميداح في السفارة الأمريكية أمام طلاب جامعة نواكشوط.

غنّت معلومة منذ البداية بعدة لغات، فغنت بالعربية وباللهجة الحسانية وباللغة الفرنسية والولوفية، حيث كانت تسعى بذلك لنشر رسالتها لجمهور أوسع. ولم يمض كثير من الوقت حتى ظهرت معلومة على التلفزيون مع شقيقتها «مُنّينة» وشقيقها العازف «عرفات» بمنوعات غنائية لحنتها معلومة لنفسها وكانت جديدة على المجتمع، مما أثار الجدل حولها خاصة بعد صدور أغنية «حبيبي حبيته» وظهورها عام 1988 في مهرجان قرطاج الدولي في تونس، حيث عرضت مشاكل اجتماعية مثل الفقر وعدم المساواة والأمراض، وهي مواضيع لم تكن مقبولة عامة في موريتانيا. تبع مشاركتها في مهرجان قرطاج ظهورها في عدة قنوات عربية، مما ضاعف من انتشارها. وظلّت شهرتها تزداد يومًا بعد يوم حتى أدّت أغنية عن حرية التعبير عام 1991. فمنعت من كتابة الأغاني الداعمة لحقوق المرأة والمعارضة للتفرقة بين الجنسين، ثم فرض عليها حصار إعلامي ورسمي فلا تظهر على شاشة التلفزيون الموريتاني أو على صفحات الجرائد الرسمية، ومنعت عن إقامة الحفلات. انقطعت معلومة عن الغناء لفترة طويلة، لكنها عادت في نهاية التسعينيات وغنّت في بلدان أفريقية أخرى وأوروبا والولايات المتحدة. استمرت معارضة الهيئات الأخلاقية والحكوميون لها، وظلّت أغانيها محظورة تمامًا حتى عام 2003، حيث دعا حشد من 10,000 شخص الرئيس معاوية ولد سيدي أحمد الطايع لرفع الحظر عنها. ظلّّت بعض القيود مفروضة عليها حتى انقلاب عام 2005 على نظام الرئيس معاوية.
كان الطابع الغالب على الأغاني هو الثناء على الحاكم ومدح النظام والسياسات، لكن المعلومة على النقيض قد غنت للحرية والتعددية وحقوق الإنسان ومحاربة التمييز والعنصرية ضد الأقليات الزنجية ونقدت الزواج من الأطفال وغيرها من القضايا الخلافية في مختلف بلدان الوطن العربي وأفريقيا، كما غنت للتضامن وترسيخ قيم الأخوة والمساواة، كما غنّت أيضًا عن الأمية والتوعية بالإيدز وتطعيم الأطفال، مما جعل جمهورها يلقبها بـ«مطربة الفقراء».

### الألبومات والفِرَق
| الألبوم   | غلاف الألبوم | سنة الإنتاج  | شركة الإنتاج                        | نوع الموسيقى                        |
| --------- | ------------ | ------------ | ----------------------------------- | ----------------------------------- |
| صحراء عدن |              | 1998         | شناشي (Shanachie)                   | إلكترونية بلوز عالمية تقليدية ريفية |
| دنيا      |              | 2004         | مرابي برودكشنز (Marabi Productions) | إلكترونية بلوز عالمية تقليدية ريفية |
| نور       |              | 2007         | مرابي برودكشنز (Marabi Productions) | بلوز عالمية تقليدية ريفية           |
| إكنو      |              | 3 أبريل 2014 | كامياد (Kamiyad)                    | إلكترونية بلوز عالمية تقليدية ريفية |

|               |  |  |
| بندير ودربوكة |  |  |

أطلقت «شاناشي ريكوردز» ألبوم معلومة الأول «صحراء عدن» عام 1998. شعرت معلومة بعد إنتاجه أن العناصر التقليدية قد أزيلت منه أثناء إنتاجه، ورغم ذلك فقد تلقى تقييمًا جيدًأ من جاز تايمز. ثم انتقلت مع مطلع الألفية الجديدة للعمل مع مجموعة «بلوز ساحل حول» المكونة من عشرة موسيقيين موريتانيين من أعراق مختلفة (المورو والفولاني والتكرور والسننكي والولوف والحراطين)، معززة بذلك رغبتها في التغلب على الاختلافات العرقية. كما كانت قادرة على نشر الموسيقى المبنية على آلات المورو الوترية التقليدية مصحوبة بإيقاع طبول الجمبي والدربوكة والبندير. وبذلك دعمتها الفرقة التي قادها حضرمي ولد ميداح في رغبتها في تحديث الموسيقى التقليدية وجعلها ملموسة أكثر في نطاق أوسع من العالم. جالت معلومة مع الفرقة عامي 2004 و2005 وعملوا معًا على ألبومها الثاني «دنيا» من إنتاج «مرابي ريكوردز» عام 2003، وقد سعت فيه لإحياء تراثها الموسيقي، وضم الألبوم اثني عشرة أغنية. أطلِق الألبوم الثالث «نور» من إنتاج «هارمونيا موندي» في فرنسا يوم 8 مارس 2007 في احتفالات اليوم العالمي للمرأة. واستعرض الألبوم مزيج واسع من الموسيقى فتباينت بين تهويدات وموسيقى رقص، عمل عليها مجموعة من خمس عشرة موسيقيّ على مختلف الآلات الموسيقية الإلكترونية والتقليدية. تباينت الآراء، لكن اسطوانة الألبوم قد حلّت في المركز الرابع عشر في ترتيب الموسيقى العالمية في أوروبا لشهر سبتمبر 2007. توقف نشاط معلومة الموسيقي لانشغالها بالسياسة، إلا أنها قد عادت لمسيرتها الموسيقية يوم 5 أكتوبر 2014 بعد اعتزالها للسياسة. وارتدت توجة زرقاء وقدّمت ألبومها الجديد «إكنو» في حفل خاص، ظهرت فيه لأول مرة بعد انتخابها سبعة سنوات قبل ذلك. واختارت تسمية ألبومها «إكنو» بمعنى شور تقليدي موريتاني ترقص النساء على أنغامه، وجمع الألبوم كلًا من الفن التشكيلي والموسيقى بصفة عضوية. وركّز الألبوم على الألحان التقليدية الراقصة.

### الحفلات الموسيقية
شغلت الحفلات الموسيقية جزءً كبيرًا من مسيرة المعلومة الغنائية. كان أول ظهور لها في مهرجان عالمي عام 1988 في مهرجان قرطاج الدولي في تونس، وحققت ظهورًا لامعًا. عادت معلومة للحفلات مرة أخرى في أغسطس 2003 بظهورها في مهرجان الموسيقى المختلطة (بالفرنسية: Festival des Musiques Métisses)‏ في أنغوليم بفرنسا، وجمعت بين الموسيقى البربرية التقليدية مع أكثر من لون موسيقي حديث من ألبومها «دنيا». أختيرت معلومة كفنانة العام (بالفرنسية: artiste de l'année)‏ ولقبت أيضًا بمغنية الرمال (بالفرنسية: Diva des Sables)‏. استمر نجاحها لأكتوبر من العام ذاته في معرض الموسيقى العالمية (WOMEX) في إشبيلية بإسبانيا، فقد اختارتها لجنة الحكام فيه على أنها «الفنانة المميزة». وبرعت في تأدية أغنيتها «مريميدا»، فكانت من علامات مهرجان الموسيقى بفرنسا. ثم حققت الأغنية نفس النجاح المبهر في مهرجان نواكشوط للموسيقى البدوية عام 2004 في موريتانيا بعد رفع الحظر عنها. ظهرت معلومة في المهرجان مع ديمي منت آبا، وهي مطربة موريتانية لامعة، وصاحبها العازف الفرنسية جان فيليب راكيل على السنثسيزر.
صالت معلومة في الولايات المتحدة عام 2005 وظهرت في آن آربر وشيكاغو وبوسطن وكامبريدج ولافاييت (لحضور مهرجان لويزيانا الدولي) قبل أن تختتم جولتها في نيويورك. وبعد ذلك بعامين، شاركت في
النسخة الثانية والثلاثين من مهرجان باليو في مدينة ليون السويسرية، والذي ركّز على الموسيقيين من شمال أفريقيا. ظهرت بعد ذلك عام 2010 في مهرجان فورديه الدولي للموسيقى الشعبية في فورديه بالنرويج تحت عنوان «الحرية والاضطهاد» (بالإنجليزية: Freedom and Oppression)‏. وفي عام 2012، اختيرت كواحدة من بين ثلاثة فنانين ليؤدون في نهائي المهرجان الدولي لفنون الأهقار في أبلسة في الجزائر، وتلقت إشادة على التوازن بين الآلات وصوتها والألحان وأداء المغنيين الاحتياطيين. شاركت عام 2013 في مهرجان عالم الموسيقى والفن والرقص في ويلتشاير في إنجلترا، وضمّ المهرجان حدث «تذوّق العالم» (بالإنجليزية: Taste The World)‏ والذي يقوم فيه كل مشارك بالغناء وتحضير طبق من موطنه، وبرز المطبق الذي أعدّته معلومة في المهرجان. كما تلقت الإشادة على ظهورها الثاني في الحدث عن أداءها لأغاني روك الحديثة. وفي عام 2014، شاركت معلومة في اجتماع فنون الوطن العربي، وفي مهرجان في مونبلييه، بالإضافة للمهرجان الباريسي.

## السياسة
أصبحت معلومة أول سياسية نشطة من أعضاء الحزب المعارض عام 1992، متحدثة على الملأ عن الدكتاتورية ومنادية من أجل تحقيق الديمقراطية. وفي عام 2007، ترشحت معلومة لانتخابات مجلس الشيوخ الموريتاني على قوائم حزب التكتل في أول انتخابات اعتبرت حرة ونزيهة في موريتانيا، وفازت بها وكانت من بين ستة أعضاء سيدات فقط من إجمالي 56 مقعدًا. بعد انتخابها بفترة، حدث انقلاب عام 2008، وعزل أول رئيس منتخب في تاريخ موريتانيا، سيدي محمد ولد الشيخ عبد الله. تسبب كتابة معلومة لأغانٍ تنتقد الانقلاب في إلقاء القبض عليها ومصادرة آلاف الشرائط والاسطوانات الخاصة بتسجيلاتها. سمح قائد الانقلاب محمد ولد عبد العزيز بإقامة انتخابات، وانتخب رئيسًا لموريتانيا في يوليو 2009، كما أقيمت انتخابات مجلس الشيوخ وأعيد انتخاب ثلث الأعضاء مرة أخرى. مُثِّل حزب الشورى المعارض والذي كانت معلومة عضوًا فيه وشغلت منصب الأمين الأول فيه باثني عشر عضوًا من أصل 56 عضو في انتخابات 2009. كما عملت في مجموعة البيئة في البرلمان، وشغلت منصب الأمين الثاني للجنة الشؤون الخارجية والدفاع والقوات المسلحة.
أعلنت معلومة في أبريل 2014 أنها لم تعد تشعر بقدرتها على الاستمرار في صراعاتها السياسية من أجل الديمقراطية، وأنها ستستمر في دعم القضايا البيئية والثقافية. على الرغم من ذلك، تغنت في ألبوم «إكنو» بقضاياها المفضلة: المساواة والحرية ومكانة المرأة في المجتمع وتعليم الشباب بالإضافة لحماية البيئة. وفي أغسطس من العام ذاته، علقت معلومة على دورها السياسي كعضوة بمجلس الشيوخ عن حزب المعارضة أنها تستغل منصبها ووقتها في البرلمان لتنشر ما ترجوه في كلمات أغانيها. ويوم 16 ديسمبر 2014، أعلنت معلومة تركها للمعارضة السياسية والتحاقها بالحزب الحاكم (حزب الاتحاد من أجل الجمهورية) وأوضحت خلال المؤتمر الصحفي الذي نظمته لهذه المناسبة أن قرارها يأتي بعد «تفحص عميق» للساحة السياسية، وهو ما ولّد لديها «قناعة راسخة» بأن حالة البلاد الراهنة تتطلب الوقوف خلف سياسات النظام الحالي بقيادة الرئيس محمد ولد عبد العزيز، لما وجدته فيه من «جدية وصرامة في بناء موريتانيا».
لم تقتصر معلومة في نضالها من خلال أغانيها على بلدها موريتانيا فقط، بل غنّت للقضايا العربية أيضًا. وظلّت قضيتا فلسطين والعراق حاضرتين في أغانيها. وفي عام 1986، أقامت حفلة عمومية في نواكشوط وخصصت ريعها لدعم نضال الشعب الفلسطيني، وحملت السهرة شعار «جيل الغضب». كما غنت للانتفاضة الفلسطينية مع انطلاق شرارتها الأولى عام 1987، ثم غنّت للتضامن مع شعب العراق بعد تعرضه للحصار، وغنّت أيضًا لمحمد الدرة ووشاركت في عملٍ فنيٍ كبير عن شجاعة أطفال ونساء وشيوخ فلسطين.

## البيئة والثقافة
بجانب عملها في الموسيقى ونشاطها السياسي، شاركت معلومة في مشاريعٍ لحماية البيئة والحفاظ على التراث الثقافي.

### نشاطها البيئي
شاركت معلومة عام 2009 في مشروع لإعادة تسكين 9,000 عائلة فقيرة من ضواحي المدينة إلى الأحياء بداخل المدينة. وأصرت على متابعة إعدادات البنية التحتية في المناطق السكنية الجديدة لتضمن الجوانب الصحية لهم. وفي أغسطس 2011، اختارها الاتحاد الدولي لحفظ الطبيعة كسفيرة للنوايا الحسنة لوسط وغرب أفريقيا. وتطلب منصبها رفع مستوى الوعي بالمشاكلة البيئية بهدف تقديم حلول مستدامة. وقد ذكرت بعد تعيينها أنها ستقوم بما في وسعها لتكن قدر هذه المسؤولية العظيمة. وفي سبتمبر 2012، غنّت في حفلٍ موسيقي خلال مؤتمر للاتحاد الدولي لحفظ الطبيعة أقيم في جزيرة جيجو بكوريا الجنوبية.

### حرصها على التراث الثقافي
نظرًا لنظام موريتانيا الطبقي، طوّرت عائلات محدودة في موريتانيا الموسيقى التقليدية، ولم تكن لديهم أية وسائل لحفظ موسيقاهم أو تسجيلها، فكانت مؤلفاتهم وإبداعاتهم تنسى مع انشغال أعضاء العائلات في تأمين ظروفهم المعيشية. وزاد الأمر تعقيدًا القواعد التي تحظر على العائلات تلقي الدعم من بعضهم البعض. أثار ذلك الأمر مخاوف معلومة، فخشت من اندثار الموسيقى التقليدية لبلادها. دعت معلومة الحكومة في 2006 لإنشاء مدرسة تحافظ على التراث الموسيقي للبلاد، وعرضت ذلك في البرلمان. وفي عام 2011، أنشأت «مؤسسة معلومة» لحفظ وترقية التراث الموسيقي الوطني. وتهدف المؤسسة لحماية الجذور الموسيقية العربية والأفريقية والبربرية في موريتانيا من خلال جمع وتخزين الموسيقى من أنحاء البلاد لحمايتها وإتاحتها لاستخدامات الأخرى من بينها التعليم. أقامت معلومة مهرجان للموسيقى الموريتانية عام 2014، وجاء ذلك بعد فترة قلق طويلة بشأن استبدال الموسيقى الموريتانية بالموسيقى المالية والمغربية التي يفضلها الشباب.
عندما أنتجت ألبوم «نور» عام 2007، تعاونت معلومة مع الرسام «سيدي يحيى» ليرسم صورًا مرئية عن مواضيع الأغاني في الألبوم، أنتج يحيى 11 صورةً، وقدما ندوة ثقافية لمناقشة أعمالهم تحت عنوان «شاهد الموسيقى، واستمع للرسمات؟» (بالفرنسية: ?Regarder la musique, écouter la peinture)‏. وأقيم معرض لمدة شهر في نواكشوط عام 2013 استعرض اللوحات والموسيقى التي ألهمتها. وفي عام 2015، تلقّت معلومة منحة من صندوق الثقافة العربية، وعليه أقنعت عدة موسيقيين للتعاون مع فنانين لتسجيل موسيقاهم. هدف المشروع من ذلك إلى جمع موسيقى ستة فنانين وإنتاج ألبوم خاص بهم. استمرت معلومة في ضغطها لإنشاء مدرسة للموسيقى، رغم درايتها بأن ذلك سيتطلب التغلب على عدة محظورات تفرضها العائلات بشأن إرثهم الموسيقي.

## الجوائز

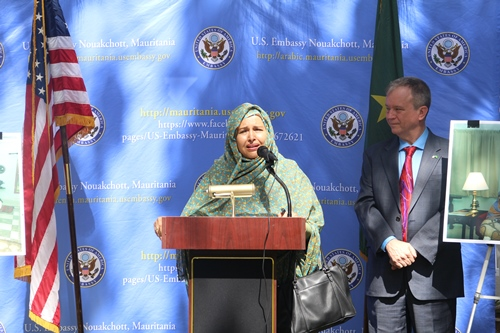
معلومة منت الميداح أثناء استلامها لجائزة المرأة الموريتانية الشجاعة لعام 2015.

اختيرت معلومة عام 2003 من قبل لجنة تحكيم معرض الموسيقى العالمية (WOMEX) كواحدة من فناني المسرح، ثم اختارها بعد ذلك بعامين عالم الموسيقى ببي بي سي «تشارلي جيليت» لقائمته لعام 2005 «الأصوات المفضلة للعالم» (بالإنجليزية: Favorite Sounds of the World)‏. وفي العام ذاته، أنتج صانع الأفلام الموريتاني إندياي شيخ وثائقيًا عنها بعنوان «معلومة، مغنية الصحراء» (بالفرنسية: Malouma, diva des sables)‏، وفاز بجازة أفضل وثائقي في المهرجان الدولي لأفلام الأحياء في داكار في السنغال وجائزة التميز من المهرجان الدولي لبرامج الموسيقى البصرية عام 2007 في بياريتز بفرنسا. وحلّت أيضًا وصيفة في جوائز راديو بي بي سي للموسيقى العالمية عن الشرق الأوسط ووسط أفريقيا عام 2008. وأطلقت عليها جمعية المغنين المحليين في موريتانيا «أول ملحن حقيقي في موريتانيا».
قلّدت معلومة وسام جوقة الشرف بدرجة فارس بواسطة السفير الفرنسي هيرفي بيزانسينو نيابة عن الرئيس نيكولا ساركوزي. ويوم 20 يناير 2015، كرمها السفير الأمريكي في موريتانيا لاري أندريه في غداء حضره عدد من الشخصيات القيادية البارزة، خاصة من النساء، في المجتمع المدني الموريتاني. وحصلت على جائزة المرأة الموريتانية الشجاعة، وأشار السفير «لشجاعتها الاستثنائية وقيادتها للدعوة من أجل حقوق الإنسان والمرأة والمساواة بين الجنسين مع انسجامها مع التقاليد الثقافية الموريتانية».

## قائمة أغانيها
| صحراء عدن (1998) - يا حبيبي - مغرور - إدين - يا مليحة - اذكري - جراد - رسم - صورة - أيام زمان - فا-فا-فا-فا-فا - حبيبي حبيته - شيخ مبكي - المنصورة | دنيا (2004) - شراع - مريمدا - المومنة - طيور الواد - لبليدة - طبليات - دنيا - جراد - مهما الحب - ولفي - رافي - إنترو الحب | نور (2007) - الخيّآلة - يمّه - نبينا - هكذا كنا - جملي - ألنو - يارب - حبيب - أشطيب - كازابلانكا - ليمرا - نور | إكنو (2014) - ديار - جويريد (مع والدها وسانكوفا) - مكتوب - أتاي - من مينا - زمن دور - ربنا - دهر (مع سانكوفا) - إكنو - عشيقنا - مع مايك - ربنا (مع ONB) |

## وصلات خارجية
- معلومة منت الميداح على موقع ميوزك برينز (الإنجليزية)
- معلومة منت الميداح على موقع أول ميوزيك (الإنجليزية)
- معلومة منت الميداح على موقع ديسكوغز (الإنجليزية)

- معلومة في حفلة (فيديو)
- مقابلة مع معلومة (فيديو)